# Liste der Bischöfe von Dorking
Die Liste der Bischöfe von Dorking stellt die bischöflichen Titelträger der Church of England, der Diözese von Guildford, in der Province of Canterbury dar. Der Titel wurde nach dem Ort Dorking benannt.
| Liste der Bischöfe von Dorking | Liste der Bischöfe von Dorking | Liste der Bischöfe von Dorking | Liste der Bischöfe von Dorking |
| ------------------------------ | ------------------------------ | ------------------------------ | ------------------------------ |
| Von                            | Bis                            | Name                           | Anmerkungen                    |
| 1905                           | 1909                           | Cecil Boutflower               | danach Bischof von Southampton |
| 1909                           | 1968                           | in Abeyance                    | in Abeyance                    |
| 1968                           | 1986                           | Kenneth Evans                  |                                |
| 1986                           | 1996                           | David Wilcox                   |                                |
| 1996                           | 2015                           | Ian Brackley                   |                                |
| 2016                           | 2023                           | Jo Wells                       |                                |
| 2023                           | Gegenwart                      | Paul Davies                    |                                |